# Qatar News Agency
Qatar News Agency est une agence de presse qatarienne créée le 25 mai 1975 détenue par l'émir du Qatar.
Elle diffuse des informations en arabe et en anglais.